# غايجين إنترتنمنت
غايجين إنترتنمنت (بالإنجليزية: Gaijin Entertainment)‏، هي شركة لتطوير ألعاب الفيديو في روسيا الاتحادية، أسست سنة 2002م، وأنتجت عدة ألعاب الفيديو التي تدعم أنظمة بلاي ستيشن 3 وإكس بوكس 360 ونظام الهواتف الذكية المخصصة لشركة آبل الأمريكية، تقع مقرها في العاصمة الروسية موسكو.

## وصلات خارجية
- الموقع الرسمي
- قالب:Moby company